# Chapingo, Hidalgo
Chapingo är en ort i Mexiko.   Den ligger i kommunen Huehuetla och delstaten Hidalgo, i den sydöstra delen av landet, 160 km nordost om huvudstaden Mexico City. Chapingo ligger 689 meter över havet och antalet invånare är 221.
Terrängen runt Chapingo är kuperad åt nordost, men åt sydväst är den bergig. Chapingo ligger nere i en dal. Runt Chapingo är det ganska tätbefolkat, med 192 invånare per kvadratkilometer. Närmaste större samhälle är Huehuetla, 3,0 km nordost om Chapingo. Omgivningarna runt Chapingo är en mosaik av jordbruksmark och naturlig växtlighet.